# Касдан, Аник
Мохамед Аник бин Касдан (англ. Mohamad Aniq bin Kasdan; род. 16 июня 2002, Джохор) — малайзийский тяжелоатлет, выступающий в весовых категориях до 55 и до 61 кг. Серебряный призёр чемпионата мира 2024 года. Чемпион Игр Содружества 2022 года.

## Карьера
В 2021 году принял участие в чемпионате мира в Ташкенте. В категории до 55 кг с результатом 249 кг стал пятым. 
В июле 2022 года стал чемпионом Игр Содружества, которые проходили в Бирмингеме. В категории до 55 кг с результатом 249 кг завоевал золотую медаль. 
На чемпионате Азии 2022 года в весовой категории до 61 кг стал четвёртым. Его результат по сумме двух упражнений составил 273 кг. 
В 2023 году на чемпионате Азии в Южной Корее в категории до 61 кг занял итоговое шестое место с результатом 284 кг.
В Саудовской Аравии, где состоялся Чемпионат мира по тяжёлой атлетике 2023 года, малайзийский спортсмен в категории до 61 кг завоевал малую бронзовую медаль чемпионата мира в толчке с результатом 166 кг. По итогам всех соревнований он занял 9-е место с результатом 291 кг по сумме двух упражнений. 
В Манаме, на чемпионате мира 2024 года, Аник в весовой категории до 61 кг стал обладателем серебряной медали с результатом 296 кг по сумме двух упражнений. В упражнении толчок ему также досталась малая серебряная медаль (166 кг). 

## Спортивные результаты
| Год  | Соревнование     | Место проведения | Весовая категория | Рывок  | Толчок | Сумма двоеборья | Место |
| 2021 | Чемпионат мира   | Ташкент          | до 55 кг          | 107 кг | 142 кг | 249 кг          | 5     |
| 2022 | Игры Содружества | Бирмингем        | до 55 кг          | 107 кг | 142 кг | 249 кг          | 1     |
| 2023 | Чемпионат мира   | Эр-Рияд          | до 61 кг          | 125 кг | 166 кг | 291 кг          | 9     |
| 2024 | Чемпионат мира   | Манама           | до 61 кг          | 130 кг | 166 кг | 296 кг          | 2     |